# Acanthastrea hemprichii
Acanthastrea hemprichii là một loài san hô trong họ Mussidae. Loài này được Ehrenberg mô tả khoa học năm 1834.